# Economia da saúde
A economia da saúde é um ramo da economia que se preocupa com os assuntos relacionados à eficiência, efetividade, valor e comportamento na produção e consumo da saúde e assistência médica. Em sentido amplo, os economistas da saúde estudam o funcionamento dos sistemas de assistência médica bem como os comportamentos que afetam a saúde, tais como o fumo.
Um artigo seminal de 1963 escrito por Kenneth Arrow, creditado por muitos por elevar a economia da saúde como uma disciplina, definiu distinções conceituais entre a saúde e outros objetivos. Os fatores que distinguem a economia da saúde de outras áreas incluem a intervenção do governo, a incerteza insolúvel em várias dimensões, informação assimétrica, barreiras à entrada, externalidades e a presença de um terceiro agente. Na assistência médica, o agente de terceiros é o médico, que realiza decisões de compra (e.g., pedir um teste de laboratório, prescrever um remédio, realizar uma cirurgia etc.), apesar de não ter conhecimento dos preços dos produtos ou serviços.
Os economistas da saúde avaliam vários tipos de informação financeira: custos, encargos e despesas.
A incerteza é intrínseca à saúde, tanto em termos de resultados do paciente quanto de preocupações financeiras. A lacuna de conhecimento que existe entre um médico e um paciente cria uma situação de vantagem para o médico, que é chamada de informação assimétrica.
As externalidades aparecem com frequência quando se trata de saúde e assistência médica, principalmente no contexto de doenças contagiosas. Por exemplo, realizar um esforço para evitar a contaminação pelo resfriado afeta pessoas além do tomador da decisão.

## Escopo
O escopo da economia da saúde é resumido pelo "diagrama canalizado" de Alan Williams, dividindo a disciplina em oito distintos tópicos:
- O que influencia a saúde (além da assistência médica);
- O que é saúde é o que é valor;
- A demanda por saúde;
- A oferta por saúde;
- Avaliação microeconômica a nível de tratamento;
- Equilíbrio de mercado;
- Avaliação a nível de sistema; e
- Mecanismos de planejamento, orçamento e monitoração.

## Procura por assistência médica
A demanda por assistência médica é uma demanda derivada da oferta por saúde. A assistência médica é demandada como um meio de os consumidores alcançarem um estoque maior de "capital da saúde". A demanda por saúde é diferente da maioria dos outros bens, pois os indivíduos alocam seus recursos tanto para consumir quanto para produzir saúde.
A descrição acima concede três papéis às pessoas na economia da saúde. A OMC afirma que as pessoas possuem quatro papéis na assistência médica:
- Colaboradores;
- Cidadãos;
- Fornecedores;
- Consumidores.

O modelo da produção da saúde de Michael Grossman de 1972 tem sido extremamente influente nesse campo de estudo e possui alguns elementos únicos que lhe dão importância. O modelo de Grossman considera cada indivíduo tanto como produtor quanto como consumidor de saúde. A saúde é tratada como um estoque que diminui ao longo do tempo com a ausência de "investimentos" na saúde, portanto a saúde é vista como um tipo de capital. O modelo reconhece que a saúde é um bem de consumo que gera satisfação direta e utilidade, e um bem de investimento, que gera satisfação aos consumidores indiretamente através do aumento da produtividade, menos doenças e maiores salários. O investimento na saúde é custoso visto que os consumidores precisam escolher entre tempo e recursos destinados à saúde, tais como exercícios em um ginásio local, contra outros objetivos. Esses fatores são usados para determinar o nível ótimo de saúde que um indivíduo demandará. O modelo realiza previsões sobre os efeitos de mudanças nos preços da assistência médica e outros bens, variáveis do mercado de trabalho tais como emprego e salários, e mudanças tecnológicas. Essas previsões e outras previsões a partir de modelos além do de Grossman, formam a base da maior parte da pesquisa econométrica conduzida pelos economistas da saúde.